# Stalraam

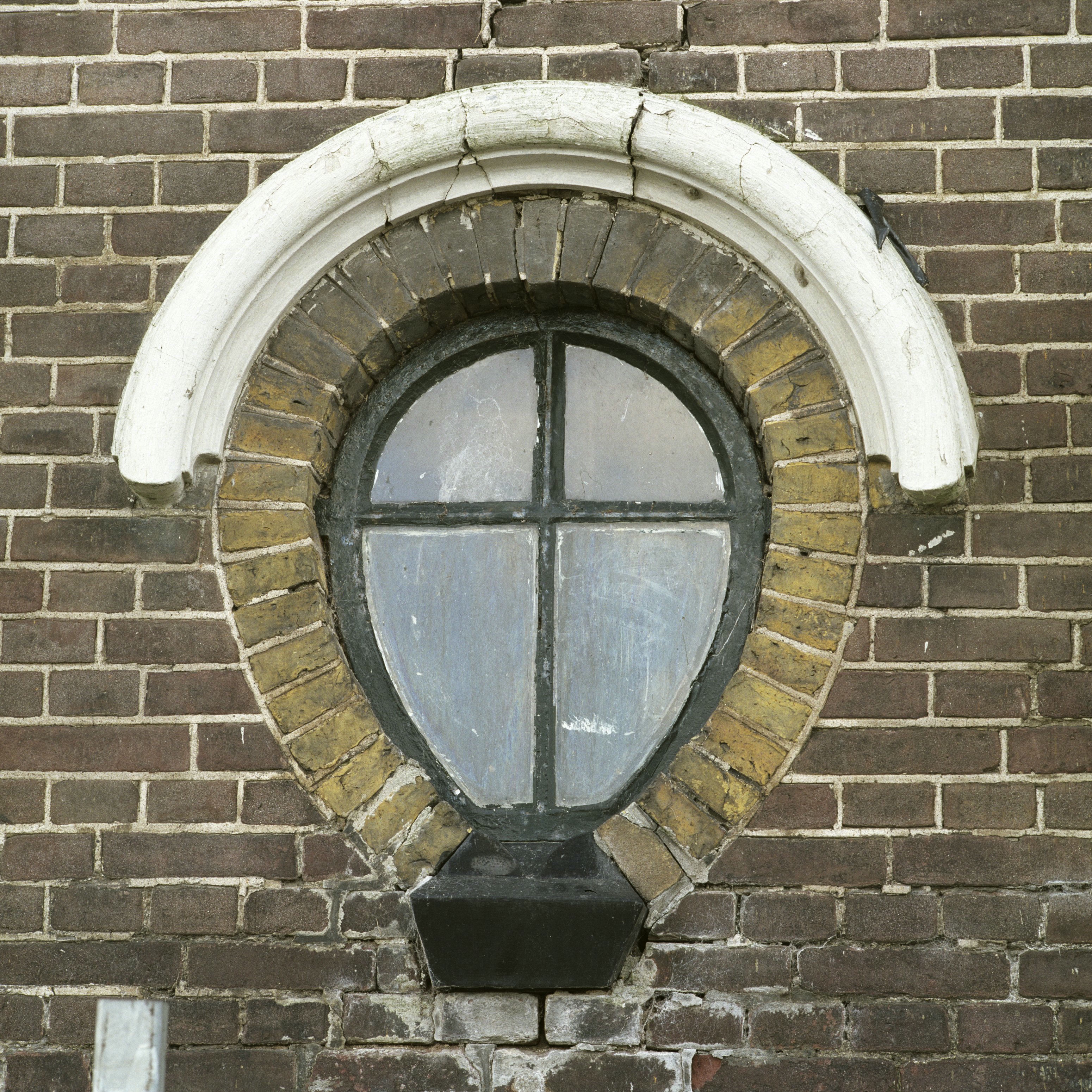
Stalraam

Een stalraam is een klein gietijzeren raam in de stal van een boerderij.

## Vormen
Stalramen zijn er in de vormen:
- rond
- halfrond
- poortvorm, rechthoekig met gebogen bovenkant, zodat daarboven een bakstenen gewelf kan worden gemetseld. De horizontale zijde is hierbij groter dan de verticale zijde.

De spijlen in deze ramen tonen vaak een karakteristiek patroon.
Het halfronde raam heeft meestal een spijl in de vorm van een kleinere halve cirkel, van waaruit een aantal spijlen naar de halfronde rand uitstralen. Deze waaiervorm kent vele artistieke variaties. Dezelfde vormen komen veelvuldig voor in bovenlichten van huizen. De symboliek is waarschijnlijk afgeleid van het zespakige of achtspakige zonnerad.
Bekend is de spinnekop of spinraam, een stalraam in poortvorm waarbij de spijlen een kruis vormen met op het snijpunt een open cirkel van waaruit vier even lange diagonale stralen uitgaan, die echter niet tot de omlijsting komen. Naast de symbolische en de esthetische functie, hebben de spijlen ook een praktisch nut, namelijk om het glas te beschermen.
De meeste stalramen zijn nu industrieproducten die in ijzergieterijen zijn vervaardigd.

## Geschiedenis
Gietijzeren stalramen uit mallen konden vanaf het einde van de 19de eeuw goedkoop in serie worden gemaakt. Vanaf de zestiende eeuw werden er echter al ramen van gietijzer gemaakt. Dat gebruik nam toe vanaf de achttiende eeuw.